# Sitio Paleontológico Arroio Cancela

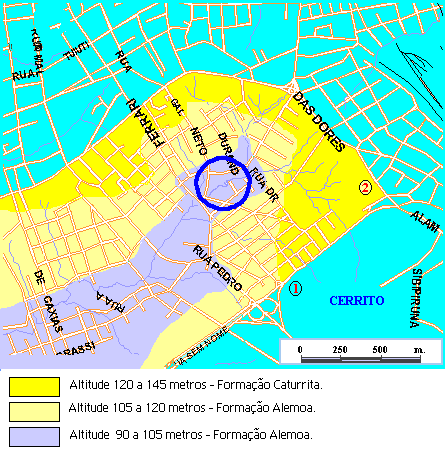
Figura 1: Cancela sitio, en este ciclo.

Este Sitio Paleontológico se encuentra en la ciudad de Santa Maria y de Río Grande do Sul, Brasil, en el barrio Nossa Senhora de Lourdes, y pertenece a Formación Santa Maria, a una altitud de 107 metros sobre el nivel del mar. Este sitio se encuentra fósiles de vertebrados del Triásico, unos 225 millones de años. 
El sitio pertenece a Paleorrota y está situado a 600 metros de la estación de autobuses de Santa Maria. En la esquina de la calle Irmão Donato con la calle Otavio Alves de Oliveira, un centenar de metros del sitio, la escuela es del Estado General de Edson Figueiredo, y al lado de un centro comercial. 
Treinta y cinco metros sobre el sitio Cancela son los Sitio Paleontológico Padre Daniel Cargnin y lo Sitio Paleontológico Bela Vista. En el Sitio Paleontológico Padre Daniel Cargnin (punto 1, Figura 1) es donde un Therioherpeton Cargnin se recogieron y el Sitio Paleontológico Bela Vista (punto 2, Figura 1) se encontraron fragmentos de cráneos identificados uno. Ambos sitios se encuentran cerca de la parte Cerrito, y pertenecen a la Formación Caturrita.

## Área de estudio
La zona que está en el círculo, cuenta con 9 hectáreas y es transpassada en Arroyo Cancela  comienza y el comienzo de la calle y Osvaldo Aranha sigue hacia la Avenida Fernando Ferrari. En este pasaje se encuentran fósiles de animales del Triásico, y hay un montón lutolita expuestos. Los puntos principales de los estudios y las colecciones aparece como 1, 2 y 3 en la Figura 2. El tramo que va desde el punto 1 al punto 3, que mide 185 metros. El tramo que va desde el punto 3 de la calle Otavio Alves de Oliveira, la medición de 142 metros. 
Descripción de los puntos: 

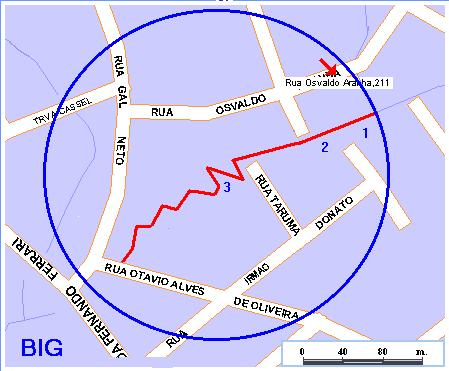
Figura 2: Principales puntos de los estudios del sitio.

1. Se percibirá cuando un incendio saurisquiano, indefinido especies. El cuerpo del animal los medios de comunicación alrededor de 70 cm de la cabeza a la punta de la cola. Este animal estaba con aproximadamente el 70% de su cuerpo preservado, y el 50% del cráneo. Las vértebras se articulan, y tiene todas las vértebras de la cabeza a la cola. El animal tenía la cabeza demasiado pequeña en relación con el cuerpo, había una cola larga y delgada y los dientes tenían la forma de las montañas, no eran tan señalado como uno de los carnívoros. Probablemente era un herbívoro. Recogidos en 1974. (Este fósil se ha perdido).
2. Este sitio se recogieron Rincosaurio con aproximadamente un 30% del cuerpo, que no tenían cráneo y las vértebras se articulan. Fue excavado en el año de 1975. (Este fósil fue también perdido). Recientemente, en 2005, fue recogido de un joven Rincossauro esta ubicación, con vértebras desaceleración.
3. Este sitio fue recogido de cuatro Exaeretodons bebé, en 2004, con mucho post-craneal material y frenar las vértebras, lo que significa que los animales fueron a través de un avanzado estado de descomposición antes de ser completamente cubierto por sedimentos. También se encontró una Rincossauro, en 2002, con aproximadamente el 60% del cuerpo, vértebras y articulado. Estos fósiles fueron donados a la UFRGS.